# Лестифорус горолюбивый
Лестифорус горолюбивый (лат. Lestiphorus oreophilus) — редкий вид роющих ос (Crabronidae) из рода Lestiphorus (или Gorytes). Включён в Красную книгу Казахстана и Узбекистана.

## Описание
Осы длиной от 7 до 10 мм. Второй сегмент брюшка отделён от удлинённого первого глубокой перетяжкой. Основание брюшка (первый, второй и иногда третий тергиты) красное. Ловят мелких цикадок (Auchenorrhyncha), которых они жалят, парализуют и перетаскивают в свои подземные гнезда в качестве провизии для их личинок. Вид был впервые описан в 1927 году российским энтомологом Н. Н. Кузнецовым-Угамским по материалам из Узбекистана.

## Распространение
Казахстан, Узбекистан, Средняя Азия.